# 高橋貴代子
高橋 貴代子 （たかはし きよこ、1975年1月21日 - ）は、1980年代後期～1990年代に活動していた女優、日本のタレント・アイドル歌手である。
トマトケチャップ（芸能事務所）に所属していた。

## 来歴・人物
神奈川県生まれ。小学5年生の時に、両親と一緒に行ったコンサートの会場でスカウトされたのがきっかけで芸能界入り。1988年4月8日放送のフジテレビのテレビドラマ『男と女のミステリー 螢たちの挽歌』でデビュー。
趣味は絵画。弟がいる。

## 主な出演

### テレビドラマ
- 螢たちの挽歌（フジテレビ）　1988年4月8日
- 小児病棟に散った奇蹟のおんな先生（テレビ朝日）　1988年11月1日
- 幸福発・迷路行き（フジテレビ）　1988年11月25日
- アイドル探偵団：404位　1988年
- あなたが欲しい－I WANT YOU－（フジテレビ　木曜劇場）　1989年1月19日～1989年3月23日
- 親たちの受験期（フジテレビ）　1989年1月20日
- 密写された女（読売テレビ）　1989年04月27日
- いつも誰かに恋してるッ（フジテレビ）　1990年1月11日～1990年3月22日
- いつも誰かに恋してるッ　ぶっ飛び!!スペシャル?（フジテレビ）　1990年4月15日
- いつか誰かと朝帰りッ（フジテレビ）　1990年10月18日～1990年12月20日
- 海辺の骨（フジテレビ）　1990年11月2日
- 海流II　疑惑の旅路（フジテレビ）　1991年5月17日
- デパート！夏物語（TBS）　1991年7月2日～1991年9月3日
- 家族を売った男（読売テレビ）　1991年9月26日
- オンナって不思議（TBS） 第三話「結婚への道」1991年9月27日
- Because I Love You（テレビ朝日）　1992年8月3日
- 僕は家裁調査官（TBS）　1992年11月2日
- セールスレディは何を見た（テレビ朝日）　1993年4月15日～1993年6月24日
- 鬼平犯科帳（フジテレビ）　第5シリーズ9話「盗賊人相書」（1994年6月15日）
- 孤独の歌声（日本テレビ）　1994年3月29日　※第6回日本推理サスペンス大賞優秀賞受賞
- 鬼平犯科帳（フジテレビ）　第6シリーズ7話「のっそり医者」（1995年9月6日）
- 恋、した。（テレビ東京）　第15話「アースクェイク」　1997年7月21日
- 天国まで響けボクのシンバル！病院内学級物語（TBS）1998年12月25日
- 金曜エンタテイメント「女医レイカ」（フジテレビ）　1999年8月6日

### ラジオ
- MONOごころ宇宙船 （シンセン☆キラキラナイト水曜、1989年10月 - 1990年3月　秋田放送、福井放送、山口放送、高知放送　小倉千亜紀と共演）
- 絵本と指○とパジャマ （シンセン☆キラキラナイト金曜、1990年4月 - 1991年3月　秋田放送、福井放送、山口放送、高知放送）

## ディスコグラフィー

### シングル
| #             | 発売日        | タイトル      | B面                              | 規格          | 規格品番      |
| NECアベニュー | NECアベニュー | NECアベニュー | NECアベニュー                    | NECアベニュー | NECアベニュー |
| ------------- | ------------- | ------------- | -------------------------------- | ------------- | ------------- |
| 1st           | 1989年3月21日 | ナチュラル    | 夏の贈り物〜MONO心メッセージ篇〜 | EP            | N07E-30       |
| 1st           | 1989年3月21日 | ナチュラル    | 夏の贈り物〜MONO心メッセージ篇〜 | 8cmCD         | N10C-23       |

### アルバム

#### オリジナルアルバム
|               | 発売日        | タイトル      | 規格          | 規格品番      |
| NECアベニュー | NECアベニュー | NECアベニュー | NECアベニュー | NECアベニュー |
| ------------- | ------------- | ------------- | ------------- | ------------- |
| 1st           | 1989年4月21日 | MONO心        | CD            | N20C-23       |